# Джеймстаун (Вирджиния)
Вижте пояснителната страница за други значения на Джеймстаун.
Джеймстаун е първото постоянно селище на колонията Вирджиния при английската колонизация на Америка. Според археолога Уилям Келсо „В Джеймстаун е началото на Британската империя ... това е нейната първа колония.“ Основана като форт (James Fort) от лондонската компания Вирджиния на 4 май 1607 г., и останала постоянна въпреки кратко изоставяне през 1610 г., тя е първият успешен опит за заселване след няколко неуспешни по-ранни опита, включително колонията Роаноук. Джеймстаун като град е основан през 1616 г. и остава столица на колонията в продължение на 83 години, до 1699. Днес е Национално историческо място.
Заселниците избират полуостров на река Джеймс поради удобството за приставане на кораби, но районът се намира след блата и е необитаем, макар и да принадлежи на индианците Ценакомака, управлявани от вожда Похатан (Поуатан). Първоначално коренните жители приветстват колонистите и ги снабдяват с жизненоважни доставки, тъй като те не се занимават със земеделие. Отношенията бързо се влошават, избухва война и в течение на 3 години индианците са избити. В самия Джеймстаун има висока смъртност поради болести и глад, като в периода 1609 – 1610 загиват над 80% от колонистите.
Първата енория в Джеймстаун е основана през 1607 г. и така е сложено начало на Епископалната църква в САЩ. Построената около 1639 – 43 г. кула на църквата в Джеймстаун е една от най-старите оцелели англикански църковни съоръжения в Съединените щати. В нея през април 1614 г. индианската принцеса Покахонтас, дъщеря на Похатан, се омъжва за Джон Ролф. Днес църквата е възстановена.